# Dieter Speer
Dieter Speer   (Legnica, 24 de febrer de 1942) és un biatleta alemany, ja retirat, que va competir sota bandera de la República Democràtica Alemanya durant les dècades 1960 i 1970. El 1971 fou el primer biatleta alemany en proclamar-se campió del món. Fins al 1964 havia practicat el waterpolo i l'atletisme.
El 1968 va prendre part en els Jocs Olímpics d'Hivern de Grenoble, on disputà dues proves del programa de biatló. Fou sisè en la cursa de relleus, mentre en la dels 20 quilòmetres fou divuitè. Quatre anys més tard, als Jocs de Sapporo, tornà a disputar dues proves del programa de biatló. En aquesta ocasió guanyà la medalla de bronze en la cursa de relleus junt a Hansjörg Knauthe, Joachim Meischner i Horst Koschka, mentre en els 20 quilòmetres fou tretzè. En el seu palmarès també destaquen una medalla d'or, i dues de bronze al Campionat del món de biatló, entre el de 1970 i el de 1973. A nivell nacional es proclamà campió de la RDA dels 20 quilòmetres el 1970, i de relleus de 1968 a 1970.